# 富山市立富山外国語専門学校
富山市立富山外国語専門学校（とやましりつとやまがいこくごせんもんがっこう）は富山市大手町にある外国語専門学校である。

## 概要
1985年（昭和60年）4月11日に、「富山市立市民学園富山外国語専門学校」として開校した、日本で唯一、公設（地方自治体）の外国語学校である。
学校教育法に基づいて、「実務英語科」（2年制）、「専攻科」（1年生）の英語教室を行っているほか、一般市民対象の英語・フランス語・中国語・朝鮮語・ロシア語の公開講習もある。授業は15-30人程度の小規模クラスで個人の能力・レベルを重視した講義を開催。また多くは外国人の専任教師である。
1991年6月20日、アメリカ・フットヒル短期大学と姉妹校提携した。
2013年4月（平成25年）4月、学校名を「富山市立富山外国語専門学校」と改称。

## ニュージーランド地震による被害
2011年（平成23年）2月22日に、ニュージーランドにおいて発生したニュージーランド（南部）地震において、クライストチャーチで語学研修中だった生徒ら23人が被災、そのうち12人が死亡するという被害を受けた。